# ماركوس بانكس (ممثل)
ماركوس بانكس (بالإيطالية: Monty Banks)‏ (و. 1897 – 1950 م) هو ممثل، ومخرج أفلام، وممثل أفلام من إيطاليا، والولايات المتحدة، ولد في تشيزينا، توفي عن عمر يناهز 53 عاماً، بسبب نوبة قلبية.

## وصلات خارجية
- ماركوس بانكس على موقع IMDb (الإنجليزية)
- ماركوس بانكس على موقع ألو سيني (الفرنسية)
- ماركوس بانكس على موقع أول موفي (الإنجليزية)
- ماركوس بانكس على موقع قاعدة بيانات الأفلام السويدية (السويدية)
- ماركوس بانكس على موقع قاعدة بيانات الفيلم (الإنجليزية)
- ماركوس بانكس على موقع كينوبويسك (الروسية)